# Fw 189偵察機
福克-沃爾夫 Fw 189 “鴞鷹”（Focke-Wulf Fw 189 "Uhu"）是隸屬於納粹德國空軍一種三人座雙尾椼型、戰術性偵察機與联络机。它的首型Fw 189 V1於1938年進行首飛，並於1940年進入部隊服役，生產作業到1944年中期結束。雖然與亨克的He 219戰鬥機同名但是兩者的功能相差甚鉅。

## 設計與開發
1937年，帝國航空部頒布針對短距離、三人座偵察機設計案的主要性能參數，並要求該機需擁有良好偵察視野條件以支援前線德軍，也是剛進入部隊服役的Hs 126偵察機的後續型，並要採用一具850-900 hp（630-670 kW）等級發動機，性能規格清單同時發送給阿拉多與福克-沃尔夫。阿拉多設計了Ar 198作為初期的首次競標機，設計風格為傳統機身配備單發動機與高機翼配置，在機腹區域則配有玻璃吊艙。福克-沃爾夫的總設計師库尔特·谭克設計Fw 189，該機選用雙尾椼構型，並裝備2具As 410發動機，而非傳統型的單一發動機與中央機腹吊艙構型，布洛姆-福斯則大膽的提出高風險的設計案：首席設計師理查·伏格博士設計不對稱型的BV 141。帝國航空部於1937年4月下令阿拉多與福克-沃爾夫兩大廠各生產3架原型機用來測試。
在二次大戰期間，Fw 189也許是納粹德國空軍麾下最優秀也是架數最高偵察機，總計在福克-沃爾夫位於不萊梅的生產線，在法國佔領區的波爾多飛機廠與在捷克斯拉夫佔領區的布拉格沃多喬迪航空共生產864架各式機型。

## 服役與作戰
在部隊中被暱稱為“飛行之眼”的Fw 189，廣泛的運用在東線戰場上並獲得巨大的成功。俄國人稱其為“鏡頭”（俄語：Рама），主要是指它獨特機尾結構。儘管它的速度緩慢而且看似脆弱，但Fw 189卓越的機動性對於紅軍戰鬥機而言卻是一個極難擊落的目標。當受到空中攻擊時，Fw 189通常可以藉由急轉彎來甩開尾隨的戰鬥機攻擊，也被証明在被攻擊的只剩下一個機翼或是機翼被撕去的狀態下還是可以安然的回到基地。

## 機型
Fw 189A偵察機的主要量產型，分別為A-1與A-2·除有例外大部分絕大多數皆採用2具可輸出465 PS（459 hp，342 kW）的As 410發動機。
- Fw 189 A-0：10架預產機，針對用來作戰測試與試驗。
- Fw 189 A-1：初期量產機，武裝系統：2挺後衛7.92公釐MG 15機槍安裝於機背區域，在雙翼翼根處各安裝一挺7.92公釐MG 17機槍，可攜帶4枚50公斤炸彈，並配備Rb 20/30或是Rb 50/30照相槍。
- Fw 189 A-1 Trop：沙漠型量產機，配備沙塵過濾器。
- Fw 189 A-1/U2：重要人物運輸機。
- Fw 189 A-1/U3：重要人物運輸機。
- Fw 189 A-2：武裝系統：將MG 15機槍替換為雙管式7.92公釐MG 81Z機槍。
- Fw 189 A-3：教練機，採用雙人控制系統，只有少數產量。
- Fw 189 A-4：輕型地面攻擊機，武裝為在雙翼翼根處各安裝一挺20公釐MG 151/20 機砲，為了保護下方機身，發動機與油箱故有安裝裝甲。
- Fw 189B：5人座教練機，只有13架的產量。
- Fw 189 B-0：3架預產機，針對用來作戰測試與試驗。
- Fw 189 B-1：5人座教練機，只有10架的產量。
- Fw 189C ：為構想中的重型地面攻擊機，專司密接支援但V1b與V6原型機性能不令人滿意，並無付諸量產。
- Fw 189D：計畫中雙浮筒教練機水上飞机；並無付諸量產。
- Fw 189E：計畫機型，發動機：2具690hpGnome-Rhône 14M（英语：Gnome-Rhone 14M）星狀發動機。
- Fw 189 F-1：重製Fw 189 A-1機型，發動機：2具592hpAs 411（英语：Argus As 411）發動機。
- Fw 189 F-2：配備電動式起落架，增加燃油攜帶能力與機身裝甲，發動機：2具600 PSAs 411（英语：Argus As 411）發動機。

## 使用國家
納粹德國
- 納粹德國空軍

 保加利亞王國
- 保加利亞皇家空軍（英语：Royal Bulgarian Air Force）

 匈牙利王國
- 匈牙利皇家空軍（英语：Royal Hungarian Air Force）

 羅馬尼亞王國
- 羅馬尼亞皇家空軍（英语：Royal Romanian Air Force）

 斯洛伐克第一共和國
- 斯洛伐克空軍

## 現存機型
現今有一架Fw 189的現存機型。它是於1943年5月4日，當編號V7+1H （Werk Nr. 2100）的Fw 189於Pontsalenjoki基地起飛，於6,000（20,000英尺）高度進行對紅軍Loukhi-3基地進行空照任務，繼續朝北方飛行沿摩爾曼斯克-列寧格勒鐵路線飛行。
在起飛之後的31分鐘，V7+1H被蘇聯颶風戰機攻擊。這架Fw 189試圖藉由俯衝來逃脫攻擊，但是早以受到嚴重的損害，導致不能即時拉起進而撞上樹梢，尾翼也慘遭撕落，駕駛員Lothar Mothes被甩出駕駛艙掛在樹梢上面而倖免於難，另一位飛行員死於墜機事故，第三位由於傷勢過重進而失血死亡。
不可思議的是Mothes竟然可以在戶外零度以下的情況存活2個禮拜，並逃過紅軍巡邏隊的追捕，以吃樹皮與昆蟲的方式逃回自己的基地。由於嚴重的凍傷Mothes在醫院內躺了九個月，後來回到前線並成執行額外的100次任務。
在1991年，失事的V7+1H在事發後的48年於蘇聯森林內被發現，隨後於1992年3月被一群熱心的英國飛機愛好者買下送往英國的西薩塞克斯郡進行復原。Lothar Mothes於1996年終於能在Biggin Hill的飞行表演中再次與座機相會。
據報導該機在近日被美国富豪保羅·艾倫買下，并入其飞行遗产收藏，可供大众参观。

## 主要性能參數（Fw 189 A-1）

Fw-189A-1

基本信息
- 机组：3

性能
武器

- 2 × 7.92毫米前射MG 17機槍
- 2 × 7.92毫米后射MG 15機槍
- 4 × 50千克炸弹

## 資料來源
1. ↑   Green and Swanborough 1988 p.25.
2. ↑   Smith and Kay 1972, pp. 66–67.
3. ↑  Green and Swanborough 1988 p.26.
4. ↑   Smith and Kay 1972, p. 172.